# Caupolicana dimidiata
Caupolicana dimidiata là một loài Hymenoptera trong họ Colletidae. Loài này được Herbst mô tả khoa học năm 1917.